# فاني لي شاني
فاني لي شاني (بالإنجليزية: Fannie Lee Chaney)‏ هي مدافعة عن الحقوق المدنية أمريكية، ولدت في 4 سبتمبر 1921، وتوفيت في 22 مايو 2007.

## وصلات خارجية
- فاني لي شاني على موقع IMDb (الإنجليزية)